# 迭杜古 (錫卡索區)
迭杜古（法語：Diédougou），是馬里的城鎮，位於該國西南部，由錫卡索區的庫蒂亞拉省負責管轄，處於庫佳拉以西67公里，面積147平方公里，2009年人口4,449，人口密度每平方公里30人。